# Arianiti

Arianiternas heraldiska vapen.

Arianiti var en albansk adlig ätt som härskade över stora delar av Albanien och Nordmakedonien från 1000 till 1500-talet.
Arianitiätten grundades av David Arianiti, som var strategos (general) i bysantiska riket från 1001 till 1018.[källa behövs]
Namnet Arianiti sägs komma från den illyriska stammen Arinistae/Armistae.[källa behövs]

## Medlemmar
- David Arianiti
- Komnen Arianiti
- Gjergj Arianiti
- Moisi Arianit Golemi
- Donika Kastrioti
- Sankta Angelina